# En distingerad utländning
En distingerad utländning är en ofullbordad och opublicerad komedi av Anne Charlotte Leffler, skriven 1888. Manuskriptet finns bevarat i Kungliga biblioteket i Stockholm.

### Fotnoter
1. ↑  ”En distingerad utländning. Utkast till komedi i 4 akter; 22 blad”. Anne Charlotte Lefflers papper. Kungliga biblioteket. https://arken.kb.se/se-s-hs-l4-a-4-2-9-2. Läst 13 april 2020.